# Casa del Cardenal Bernardino de Carvajal
La casa del Cardenal Bernardino de Carvajal es un edificio histórico de finales de la Edad Media ubicado en la ciudad española de Plasencia, en la provincia de Cáceres.
Se ubica en el interior del conjunto histórico amurallado de la ciudad, en el lateral nororiental de la plaza de San Nicolás, colindando al oeste con la sede local de la Agencia Estatal de Administración Tributaria y teniendo enfrente al sur la fachada del palacio de los Monroy o casa de las Dos Torres. De esta esquina de la plaza de San Nicolás salen las calles Santa Isabel y Blanca, que llevan respectivamente al palacio Carvajal-Girón y a la catedral.

## Historia y descripción
El edificio, de estilo renacentista, era en su origen una casa señorial de la familia noble Carvajal. La tradición local señala que esta fue la casa natal del cardenal Bernardino López de Carvajal y Sande, uno de los principales líderes religiosos de la época de los Reyes Católicos. En el exterior destaca su fachada con esgrafiados, en la cual se halla su portada de acceso, de medio punto con grandes dovelas de sillería; sobre esta portada se ubica una ventana con rejas sobre la cual hay tres escudos de armas ovales en altorrelieve, de los cuales el del cardenal se ubica en la parte superior central y los otros dos un poco más abajo a los lados.
Actualmente es un edificio de propiedad privada destinado a vivienda particular, lo que favorece la buena conservación de la casa, en cuyo interior y patio hay muros antiguos con arcos. El Plan General Municipal de 2015 protege el edificio como monumento de relevancia local.